# عرب سرنغ
عرب سرنغ (بالفارسية: عرب سرنگ) هي قرية تقع في غلستان في إيران. يقدر عدد سكانها بـ 1,059 نسمة .